# Ålstens gård (Nockebybanan)
Ålstens gård är en hållplats på Nockebybanan och belägen vid Ålstens gård i Ålsten i Stockholms kommun

## Historik

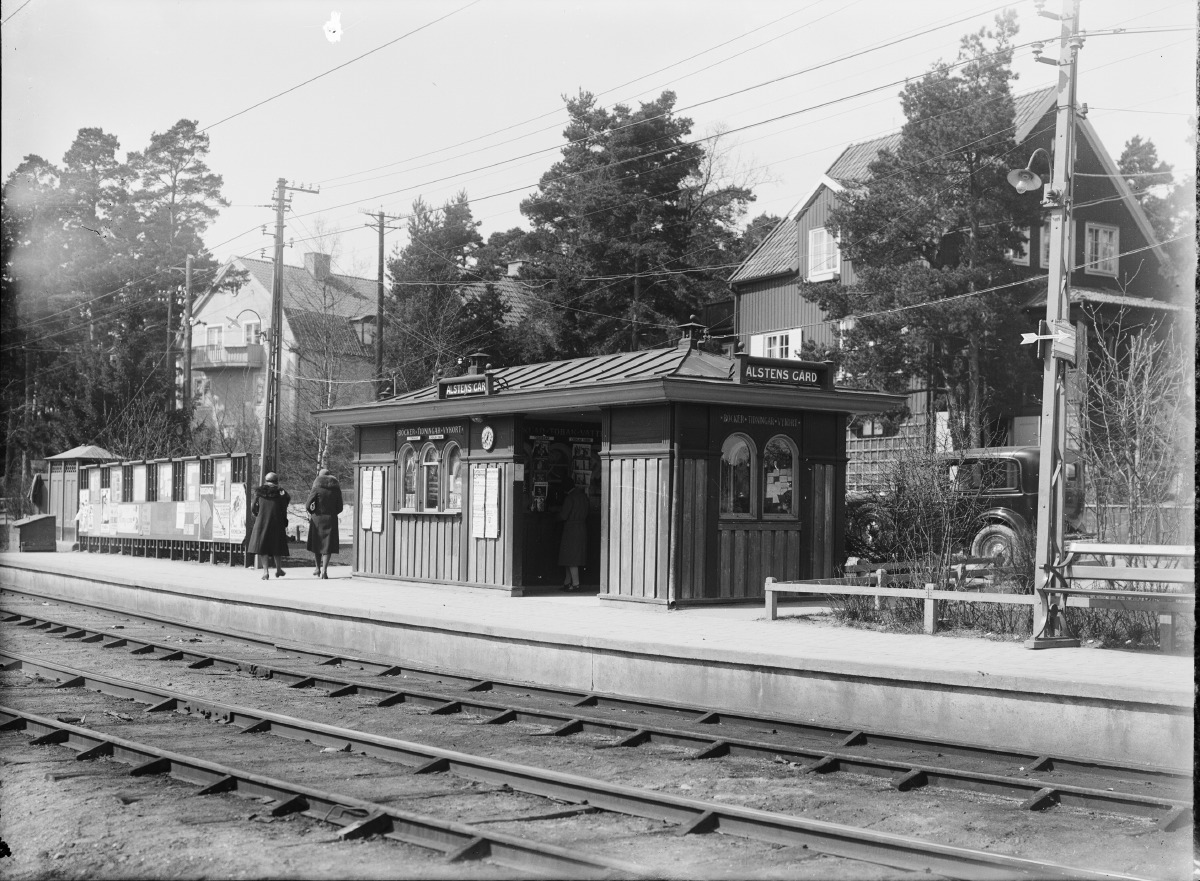
Ålstens gårds hållplats för spårvagnar vid Orrspelsvägen 11-15, foto 1931.

År 1914 invigdes pontonbron vid Traneberg och i augusti 1914 gick de första spårvagnarna till Äppelviken (Alléparken och Klövervägen). 1919 blev nuvarande Nockebybanan nummer 12 ("Tolvan"). Namnet Nockebybanan användes inte det första decenniet, eftersom banan ännu inte var utbyggd till Nockeby. Den blivande Nockebybanan förlängdes sedan successivt västerut. 1923 förlängdes 12:ans spårvägslinje till Smedslätten, 1924 till Ålstensgatans hållplats och fram till Ålstens gård, 1926 till Höglandstorget och 1929 till Källviken vid Nockeby.